# Mercedes-Benz W194

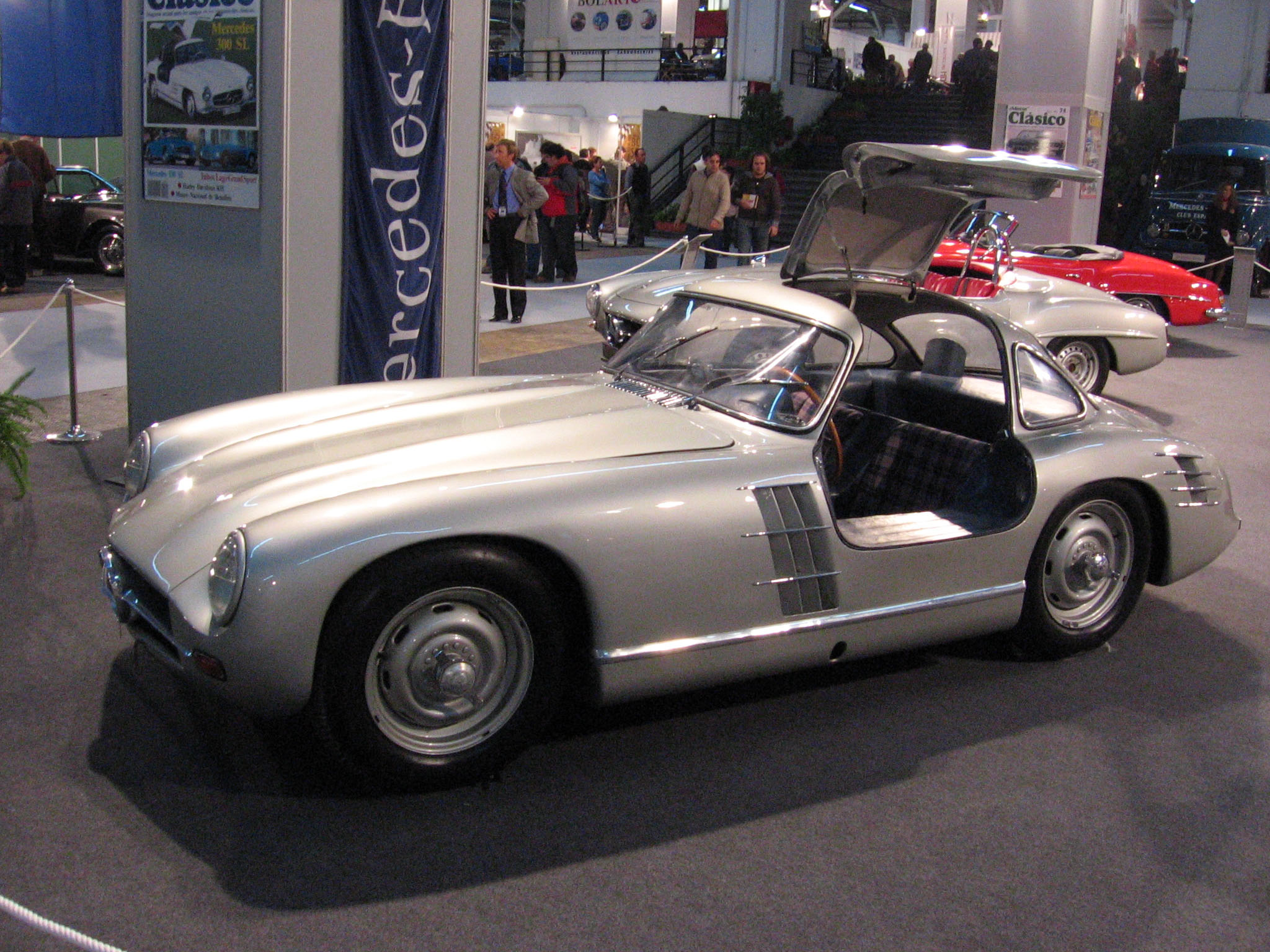
Prototyp inför säsongen 1953.

Mercedes-Benz W194 är en sportvagn, tillverkad av den tyska biltillverkaren Mercedes-Benz 1952.

## Utveckling
Mercedes-Benz hade dominerat Grand Prix racingen under trettiotalet, men efter andra världskriget var företaget bokstavligen slaget i spillror. Efter en anmärkningsvärt snabb återuppbyggnad i slutet av fyrtiotalet beslutade företagsledningen att återigen satsa på bilsport för att visa att man var på väg tillbaka. En ny tävlingsbil togs fram och eftersom resurserna var knappa baserades den på delar från Mercedes-Benz största modell, 300. Hjulupphängning och drivlina hämtades från den stora limousinen och motorn, som monterades lutad 50° i motorrummet för att få ner höjden och minska frontarean, kom från tvådörrarsmodellen 300 S.
Dessa standardkomponenter var tunga och motorn gav låg effekt i förhållande till konkurrenterna. För att ändå hålla nere vikten tog konstruktörerna fram en lätt rörram och en täckt kaross med lågt luftmotstånd ökade på toppfarten. Rörramen tog stor plats och därför kunde man inte använda konventionella dörrar. Istället användes måsvingedörrar.
Mercedes-stallet hade genomfört ett ”genrep” under 1951 i några mindre tävlingar i Sydamerika med förkrigsmodellen W154, men säsongen 1952 tävlade man fullt ut med W194. Efter debuten i Mille Miglia fick karossen större dörrar till Le Mans-tävlingen. I Eifelrennen tävlade man med öppna karosser och i Carrera Panamericana användes större 3,1-liters motorer.
Inför den första säsongen i sportvagns-VM 1953 hade konstruktörerna tagit fram en vidareutvecklad bil med modifierad kaross, starkare motor och transaxel, men företagsledningen beslutade att avveckla programmet och koncentrera resurserna på att ta fram formel 1-vagnen W196 till säsongen 1954. W194:n utvecklades istället till sportbilen 300 SL.

## Tekniska data
| Tekniska data           | W194                                                                        |
| ----------------------- | --------------------------------------------------------------------------- |
| Motor:                  | M194: 6-cylindrig radmotor                                                  |
| Cylindervolym:          | 2996 cm³                                                                    |
| Borrning x slaglängd:   | 85,0 x 88,0 mm                                                              |
| Max effekt vid varvtal: | 175 hk vid 5 200 v/min                                                      |
| Max vridmoment:         | 255 Nm                                                                      |
| Ventilstyrning:         | 1 överliggande kamaxel, 2 ventiler per cylinder                             |
| Förgasare:              | 3 st Solex                                                                  |
| Kompression:            | 8,0:1                                                                       |
| Växellåda:              | 4-växlad manuell                                                            |
| Hjulupphängning fram:   | Dubbla tvärlänkar, skruvfjädrar, hydrauliska stötdämpare, krängningshämmare |
| Hjulupphängning bak:    | Pendelaxel, skruvfjädrar, hydrauliska stötdämpare                           |
| Bromsar:                | Hydrauliska trumbromsar                                                     |
| Chassi & kaross:        | Fackverksram med aluminiumkaross                                            |
| Hjulbas:                | 240 cm                                                                      |
| Torrvikt:               | 870 kg                                                                      |
| Toppfart:               | 240 km/h                                                                    |

## Tävlingsresultat
Mercedes-Benz sportvagnssatsning leddes av den legendariske stallchefen Alfred Neubauer, vars minutiösa förberedelser utgjorde en stor del av stallets framgångar. W194:ns debut i Mille Miglia i maj 1952 resulterade i en andraplats för paret Karl Kling/Hans Klenk och en fjärdeplats för Rudolf Caracciola/Paul Kurrle. Påföljande tävling, Berns Grand Prix i Bremgarten, slutade med en dubbelseger för stallet, med Kling på första plats, före Hermann Lang. Dessvärre kraschade Caracciola sin bil, en olycka som satte punkt för hans framgångsrika karriär.
Mercedes-stallet tog en dubbelseger även i Le Mans-loppet, med paret Hermann Lang/Fritz Riess på första plats, före Theo Helfrich/Norbert Niedermayer. I W194:ns enda lopp på hemmaplan, Eifelrennen på Nürburgring, lade modellen beslag på de fyra första platserna.
Bilens korta men framgångsrika karriär avslutades med ytterligare en dubbelseger i november, när paret Kling och Klenk vann Carrera Panamericana före Lang och Riess.